# 野皂荚
野皂荚（学名：Gleditsia microphylla）为豆科皂荚属下的一个种。其种加词microphylla，意为“小叶的”。